# Namibiana occidentalis
Namibiana occidentalis — вид змій родини струнких сліпунів (Leptotyphlopidae). Мешкає в Намібії і Південно-Африканській республіці.

## Поширення і екологія
Namibiana occidentalis широко поширені у внутрішніх районах на заході Намібії, а також зустрічаються в сусідніх районах на півночі Північнокапської провінції в ПАР. Вони живуть в пустелі Наміб, в напівпустелях і сухих саванах. Зустрічаються на висоті від 50 до 1500 м над рівнем моря. Ведуть риючий спосіб життя. Відкладають яйця.